# 精卫

明朝，王圻《三才圖會》

精卫是中国上古時代传说中的一只神鸟，原炎帝之小女──女娃，一日在东海溺水死，死后化身为鸟，“白喙赤足，首有花紋”，名叫精卫，常常到西山衔木石以填东海。这个故事就是精卫填海，最早載于《山海經·北山經》。陶渊明有诗云：“精卫衔微木，将以填沧海。”李贺《恼公》：“古时填渤懈，今日凿崆峒。”

## 美术作品

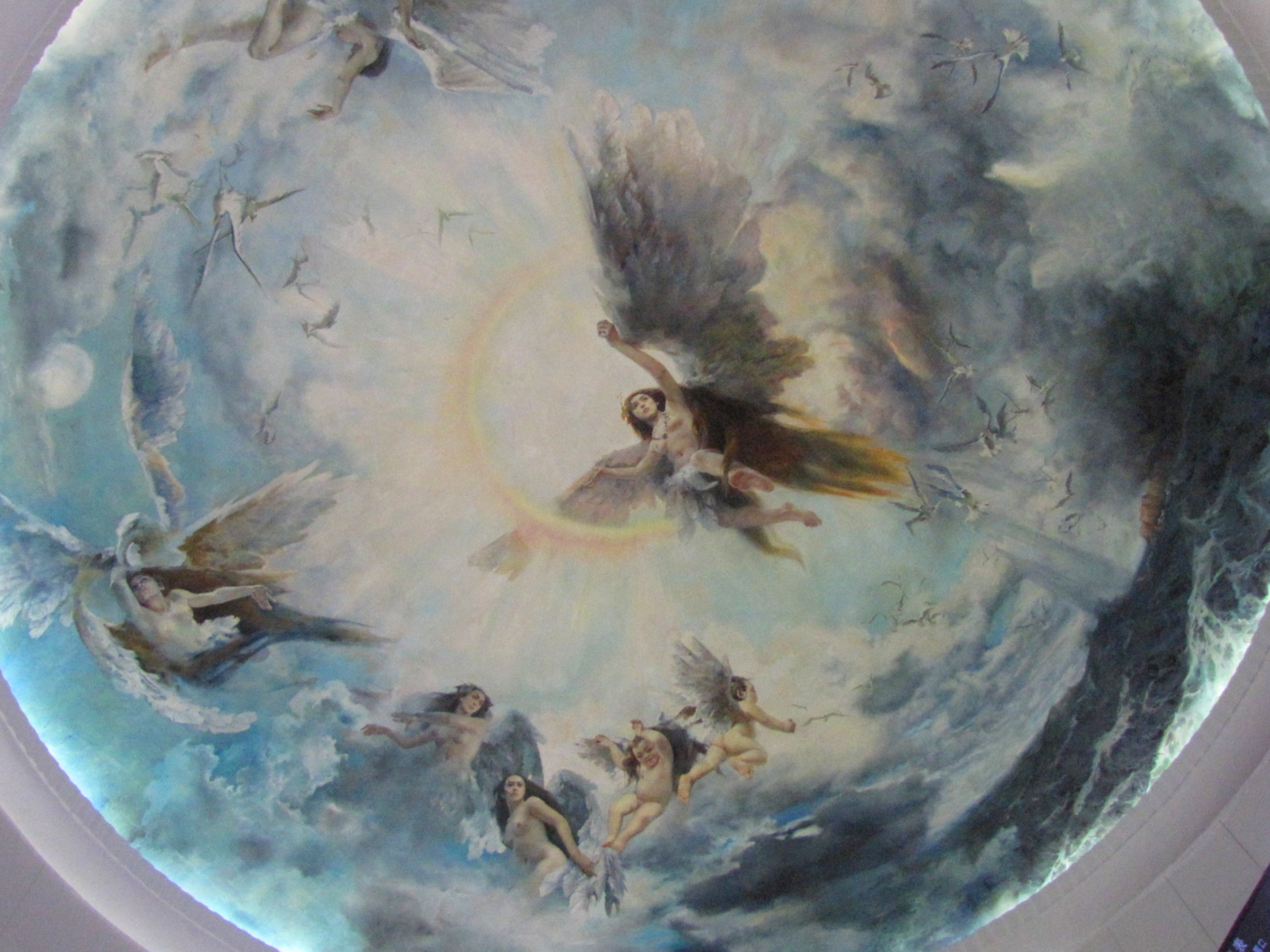
天津站穹顶壁画精卫填海

- 《精卫填海 (穹顶画)》，中国铁路天津站穹顶壁画，1988年。

## 电视剧
- 《精卫填海》，中国大陆电视剧，38集，2005年

## 动画
- 《小太极》，中国大陆与台湾合作的动画剧，14集，1999年
- 《精卫填海》，中国大陆动画剧，10集，2007年
- 《女娲成长日记》，中国大陆网络动画剧，30集，2016年（精卫作为配角出场）
- 《非人哉》，中国大陆网络动画剧，84集，2018年（精卫作为配角出场）